# Palaemnema chiriquita
Palaemnema chiriquita är en trollsländeart som beskrevs av Philip Powell Calvert 1931. Palaemnema chiriquita ingår i släktet Palaemnema och familjen Platystictidae. IUCN kategoriserar arten globalt som starkt hotad. Inga underarter finns listade i Catalogue of Life.